# Valentina Vega
Valentina Vega Rojas (Copiapó, 4 de octubre de 1999), es una estudiante, deportista y karateca chilena.
Se graduó de cinturón negro primer Dan en la Escuela ASKA en Chile. Pertenece a la Federación Chilena de Karate.
En 2010 fue medalla de bronce en el Tercer Mundial de Karate (WUKF), en Brasil.
Ganó la medalla de plata en Kumite sub-21 Juveniles y Cadetes de los XXVI Campeonato Panamericano de Karate de Bolivia en agosto de 2015.
 Por haber ganado logró la clasificación al Mundial de Karate de Indonesia en noviembre de 2015. También ha sido medallista sudamericana 2014 en Sucre-Bolivia y en el año 2015 en Santiago de Chile.

## Premios
- 2010, Medalla de bronce, Sao Paulo-Brasil
- 2014, Medalla de plata Sudamericanos juveniles Sucre-Bolivia.
- 2015, Medalla de Bronce Sudamericanos Santiago de Chile.
- 2015, Medalla de plata, Panamericanos Santa Cruz-Bolivia
- 2016, Medalla de Bronce en el Junior internacional cup y Medalla de Bronce Open Usa Las Vegas- Estados Unidos en el mes de marzo.